# (161975) Kincsem
(161975) Kincsem ist ein Asteroid des mittleren Hauptgürtels, der am 8. Juni 2007 von dem ungarischen Amateurastronomen Krisztián Sárneczky am Piszkéstető-Observatorium (IAU-Code 561) im nordungarischen Mátra-Gebirge im Auftrag des Budapester Konkoly-Observatoriums entdeckt wurde. Sichtungen des Asteroiden hatte es schon vorher am 9. September 1999 unter der vorläufigen Bezeichnung 1999 SA16 im Rahmen des Catalina Sky Surveys gegeben.
Die Umlaufbahn des Asteroiden um die Sonne hat mit 0,2536 eine hohe Exzentrizität und ist mit fast 18° stark gegenüber der Ekliptik des Sonnensystems geneigt. Mit einer Albedo von 0,037 (±0,017) hat er eine sehr dunkle Oberfläche.
(161975) Kincsem wurde am 26. Juli 2010 nach der Englischen Vollblutstute Kincsem (1874–1887) benannt, dem – gemessen an der Zahl der Siege – bislang erfolgreichsten Rennpferd der Geschichte.